# Habitatge al carrer de Santa Anna, 11 (Tortosa)
L'Habitatge al carrer de Santa Anna, 11 és una obra del municipi de Tortosa (Baix Ebre) inclosa en l'Inventari del Patrimoni Arquitectònic de Catalunya.

## Descripció
Es tracta d'una casa entre mitgeres de 3m aproximadament de façana. Consta de planta i quatre pisos, essent el darrer un habitatge i no una golfa. A la planta hi ha una sola porta d'accés als pisos, i una finestra petita al costat. Els pisos s'obren a l'exterior mitjançant un balcó cadascun, tots amb la base de pedra. Interessa l'arrebossat i, a nivell planta, simula carreus de pedra. En els pisos imita també carreus amb lleu encoixinat en els forjats, deixant lliures el tractaments de les separacions i emmarcaments de les finestres. En tots dos llocs, hi ha decoració vegetal: fulles d'acant a les divisions horitzontals i fulles i cintes entrellaçades a les llindes. Aquesta es fa amb una clara intencionalitat realista. A la teulada sobresurt el voladís amb els caps de bigues sense treballar.

## Història
Forma part del barri que, junt amb el de Remolins, formaven a l'edat mitjana, el sector d'establiment jueu de la ciutat. Es troba en el carrer que compon l'eix principal d'aquest sector on predominen, respecte altres zones del barri, cases plurifamiliars.